# 戴维·法拉格特
戴維·格拉斯哥·法拉格特（英語：David Glasgow Farragut，/ˈfærəɡət/，1801年7月5日—1870年8月14日），又譯法拉古特，是美國内戰中的一位海軍將領，同時也是美國海軍第一位少將、中將和上將。此外，他還參加過此前的1812年戰爭、美國西印度群島反海盜行動以及美墨戰爭。
法拉格特在内戰中參加的戰役包括：傑克遜堡和聖菲利普堡戰役、新奧爾良戰役、圍攻維克斯堡、圍攻哈德遜港以及莫比爾灣戰役。在莫比爾灣戰役中，他留下一句被後世反復引用的名言：去他媽的魚雷，全速前進！（Damn the torpedoes, full speed ahead!）
法拉格特出生於田納西州諾克斯縣坎貝爾站，小鎮如今以其姓氏「法拉格特」命名。他於1870年在新罕布什爾州樸次茅斯去世，享年69歲，葬於紐約州紐約市布朗克斯木地公墓。

## 遗产
华盛顿特区法拉格特广场以他的名字命名。他的雕像，位于法拉格特广场的中心。 附近两个华盛顿地铁站， 法拉格特西和法拉格特北，也共享他的名字。
纽约市曼哈顿麦迪逊广场还有一座他的户外雕塑。

## 外部連結
- United States Naval History and Heritage Command, David Glasgow Farragut biography （页面存档备份，存于）
- National Park Service biography and Vicksburg battle info （页面存档备份，存于）
- archive of Farragut biography on INSURV at navy.mil
- Idaho's Farragut State Park （页面存档备份，存于）
- Admiral Farragut Academy Alumni Site
- 短片 "Naval Heritage Part 2 – Farragut Story, the (1962)" 可在互联网档案馆自由下载
- Laughton, John Knox. .  (第11版). London. 1911.
- David G. Farragut Letterbook and Papers, 1862-1864 （页面存档备份，存于） at The Historic New Orleans Collection （页面存档备份，存于）